# Charodotes Meurling
Charodotes Meurling (uttalas [karrodå'tes mörling]), född 19 november 1847 i Kristdala, död där 17 juni 1923, var en svensk präst och politiker (högern). 
Meurling, som var son till kyrkoherden i Kristdala Carl Meurling och Britta Petersson, avlade teoretisk teologisk examen vid Uppsala universitet 1870 och pastoralexamen 1873. Han var domkyrkoadjunkt i Linköping 1874–1876. Han var därefter kyrkoherde i Kristdala församling, där han i en unik prästdynasti var den nionde prästen av släkten sedan 1582 och den femte son efter fader sedan 1708 i oavbruten följd. Sonen Erik Meurling avslutade raden. Sonsonen Per Meurling valde en annan väg och dennes bror Olle Meurling stupade i spanska inbördeskriget som teologie studerande.
Meurling blev kontraktsprost 1898. Han var ledamot av riksdagens andra kammare mandatperioden 1909–1911 och invaldes 1912 i första kammaren. I riksdagen skrev han 12 egna motioner med särskild uppmärksamhet på nykterhet, religion och undervisning.
Meurling var ledamot av kyrkomötet 1910 och 1918. Tillsammans med Otto Alfred Ottander redigerade han en utgåva av Martin Luthers Lilla katekes.
Charodotes Meurling är begravd på Kristdala norra kyrkogård.